# اربعة قرون من العراق الحديث
أربعة قرون من العراق الحديث هو كتاب تاريخي من تأليف الكاتب ستيفن هيمسلي لونغريغ نُشر لأول مرة في المملكة المتحدة عام 1925. ويغطي الأحداث في العراق بين أوائل القرن السادس عشر وأوائل القرن العشرين عندما كان العراق جزءًا مهملاً من الإمبراطورية العثمانية . وقد كانت توجد كتب قليلة عن العراق في تلك الفترة.  يستخدم المؤلف المصادر الشرقية وكتب المؤرخين العراقيين وتجربة من فترة اقامته الطويلة في العراق لمناقشة تاريخ البلاد المتغير و المضطرب.  ويخلص المؤلف إلى أن العراق لم يحقق تقدمًا كبيرًا خلال القرون الأربعة الماضية وما زال يفتقر إلى القدرة والموارد اللازمة للاستقلال والحكم الذاتي. 
يُعَد الكتاب واحدًا من أبرز المراجع الأجنبية التي تناولت تاريخ العراق في تلك الحقبة، إذ اعتمد المؤلف على مزيج من المصادر الشرقية والغربية لتوثيق الأحداث. وقد ساعده طول فترة إقامته في العراق على تكوين صورة مفصلة عن المجتمع العراقي وتفاعلاته السياسية والاجتماعية. ويُلاحظ أن الكتاب لم يقتصر على تناول الصراعات العسكرية والإدارية فحسب، بل تطرّق أيضًا إلى أوضاع الحياة الاقتصادية والبنية الاجتماعية والعلاقات بين المكونات الدينية والعرقية المختلفة. كما أن أسلوب لونگريك التحليلي جعل العمل مرجعًا للباحثين والدارسين لتاريخ العراق في مطلع القرن العشرين، وما يزال يُستشهد به في العديد من الدراسات الأكاديمية الحديثة   }}</ref>.

## روابط خارجية
- Four Centuries of Modern Iraq at the HathiTrust Digital Library